# Клевер тёмно-каштановый
Клевер тёмно-каштановый (лат. Trifólium spadíceum) — небольшое травянистое растение, вид рода Клевер семейства Бобовые (Fabaceae).

## Ботаническое описание
Однолетнее или двулетнее травянистое растение (8)15—30(35) см высотой, с единственным разветвлённым прямостоячим или восходящим стеблем или с несколькими стеблями, часто покрытыми прижатым опушением.
Листья тройчатые, черешок листа волосистый, 1—1,5 см длиной. Прилистники голые, узколанцетные, треугольно-овальные или овально-ланцетные, на протяжении половины длины и более сросшиеся с черешком листа, равные ему по длине или, у нижних листьев, короче его. Листочки 8—25 мм длиной, средний на черешочке 3—7 мм длиной, боковые почти сидячие, у верхних листьев эллиптические, у средних и нижних — обратнояйцевидные, с клиновидным основанием, с мелкими немногочисленными зубцами по краю, на конце иногда с небольшой выемкой, голые или рассеянно волосистые.
Цветки в ложноверхушечных головчатых соцветиях 12—20 мм длиной и (8)10—12(15) мм шириной, на начальных стадиях цветения почти шаровидных, затем цилиндрических или яйцевидных. Цветоножки не более 1 мм длиной, в 2—3 раза короче трубки чашечки. Чашечка (1)1,5—2(3) мм длиной, голая или рассеянно волосистая по краям зубцов, нижние зубцы линейно-шиловидные, в 3—4 раза длиннее верхних, треугольно-ланцетных. Венчик в 2—3 раза длиннее чашечки, блестящий, золотисто-жёлтый, при отцветании коричневый или тёмно-каштановый. Флаг широкояйцевидный, крылья обратнояйцевидные, лодочка короче крыльев, обратнояйцевидная.
Бобы удлинённо-яйцевидные, односемянные, равные чашечке.

## Распространение и экология
Встречается в Европе, на Кавказе и в Малой Азии, а также в Западной Сибири. Произрастает на влажных лугах, по лесистым оврагам, в долинах горных рек.
Наиболее обилен на влажных почвах, которые с весны могут быть избыточно увлажненными. Растёт на почвах различного богатства и различной реакции — от кислых до нейтральных. Даже в случае значительного обилия даёт небольшую кормовую массу.

## Таксономия

### Синонимы
- Amarenus spadiceus (L.) C.Presl, 1832
- Chrysaspis spadicea (L.) Greene, 1897
- Trifolium badium subsp. spadiceum (L.) Bonnier & Layens, 1894
- Trifolium decipiens Hornem., 1813
- Trifolium litigiosum Desv., 1828
- Trifolium montanum L., 1753, nom. illeg.